# Římskokatolická farnost Bystřice nad Pernštejnem
Římskokatolická farnost Bystřice nad Pernštejnem je územním společenstvím římských katolíků v rámci žďárského děkanství brněnské diecéze s farním kostelem svatého Vavřince.

## Historie farnosti
Farní kostel svatého Vavřince byl zbudován v raně gotickém stylu ve 13. století a později barokně přestavěný v letech 1751 – 1754. Po velkém požáru města byla v roce 1873 provedena úprava průčelí do dnešní podoby, kupole věží jsou z let 1979 – 1981 a kopírují ty z poloviny 18. století. Mobiliář kostela dal na své náklady zhotovit farář František Dominik Pomesián, nejvýznamnější postava náboženských dějin města. 
Město má ještě kostel Nejsvětější Trojice, původně sloužící evangelíkům, z roku 1615, dnes jde o kostel hřbitovní.

## Duchovní správci
Duchovním správcem je od 1. října 2004 (nejdříve jako administrátor, od 1. října 2010 jako farář) R. D. Mgr. MUDr. Karel Rozehnal.

## Bohoslužby
| Kostel                      | Místo                    | Bohoslužba (den)                           | Hodina                                | Poznámka        |
| --------------------------- | ------------------------ | ------------------------------------------ | ------------------------------------- | --------------- |
| svatého Vavřince            | Bystřice nad Pernštejnem | neděle pondělí středa čtvrtek pátek sobota | 7.40, 9.00 7.40 17.00 7.40 18.00 7.40 | farní kostel    |
| svatého Michaela archanděla | Vítochov                 | příležitostně                              |                                       | filiální kostel |

## Aktivity ve farnosti
Dnem vzájemných modliteb farností za bohoslovce a bohoslovců za farnosti brněnské diecéze je 11. květen. Adorační den připadá na 26. prosince.
Ve farnosti se pravidelně koná tříkrálová sbírka. V roce 2015 se při ní vybralo v Bystřici 59 tisíc korun.  V roce 2016 se při sbírce vybralo 53 172 korun, v Písečném 8 950 korun, ve Věchnově 14 033 korun, ve Ždánicích 7 504 korun.  Výtěžek sbírky v roce 2018 v Bystřici dosáhl 73 735 korun.